# Live at the Grand Olympic Auditorium
Live at the Grand Olympic Auditorium is een livealbum van de Amerikaanse band Rage Against the Machine. Het is uitgebracht op 25 november 2003, ruim 3 jaar na het uiteenvallen van de band. De originele datum van uitgave stond in 2000 gepland, maar dat ging niet door.
De nummers zijn op 12 en 13 september 2000 opgenomen in het Grand Olympic Auditorium in Los Angeles. Het album is geproduceerd door Rick Rubin.

## Tracks
1. "Bulls on Parade" – 5:17
2. "Bullet in the Head" – 5:29
3. "Born of a Broken Man" – 4:20
4. "Killing in the Name" – 5:03
5. "Calm Like a Bomb" – 4:50
6. "Testify" – 3:22
7. "Bombtrack" – 4:06
8. "War Within a Breath" – 4:22
9. "I'm Housin'" – 4:47
10. "Sleep Now in the Fire" – 4:47
11. "People of the Sun" – 2:27
12. "Guerrilla Radio" – 3:54
13. "Kick Out the Jams" – 3:21
14. "Know Your Enemy" – 5:18
15. "No Shelter" – 3:59
16. "Freedom" – 7:05
17. "Microphone Fiend" – 5:20 [Japanse bonustrack]
18. "Beautiful World" – 2:47 [Japanse bonustrack]

## Dvd
Op 9 december 2003 kwam ook de dvd-versie van het livealbum uit. Het zijn echter niet allemaal dezelfde versies als op de cd.

### Tracks
- "Bulls on Parade"
- "Bombtrack"
- "Calm Like a Bomb"
- "Bullet in the Head"
- "Sleep Now in the Fire"
- "War Within a Breath"
- "I'm Housin'"
- "Killing in the Name"
- "Born of a Broken Man"
- "No Shelter"
- "Guerrilla Radio"
- "How I Could Just Kill a Man"
- "Kick Out the Jams"
- "Testify"
- "Freedom"

### Bonusmateriaal
- "People of the Sun" en "Know Your Enemy"
- Democratic National Convention 2000 optreden:

1. "Bulls On Parade"
2. "Testify"
3. "Guerrilla Radio"
4. "Sleep Now In The Fire"
5. "Freedom"
6. "Killing In The Name"

- Videoclips van "How I Could Just Kill a Man" en "Bombtrack"